# Nonihay
Nonihay es una localidad española del municipio de Aledo, perteneciente a la comunidad autónoma de la Región de Murcia.

## Toponimia
El nombre del lugar puede encontrarse escrito con las grafías Nonihay y Noniay.

## Historia
Hacia mediados del siglo XIX, el lugar, ya por entonces perteneciente al municipio de Aledo, era referido como una cortijada. Aparece descrito en el duodécimo volumen del Diccionario geográfico-estadístico-histórico de España y sus posesiones de Ultramar de Pascual Madoz con las siguientes palabras:

NONIAY: cortijada en la prov. de Murcia, part. jud. de Totana, y térm. jurisd. de Aledo.
(Madoz, 1847, p. 180)

En 2023, la entidad singular de población de Nonihay tenía empadronados 48 habitantes, 22 de ellos en el núcleo de población de ese nombre y 26 en diseminado.